# El Transval
El Transval är en ort i Mexiko.   Den ligger i kommunen Coeneo och delstaten Michoacán de Ocampo, i den södra delen av landet, 270 km väster om huvudstaden Mexico City. El Transval ligger 2 032 meter över havet och antalet invånare är 169.
Terrängen runt El Transval är huvudsakligen kuperad, men åt nordväst är den platt. Runt El Transval är det ganska tätbefolkat, med 108 invånare per kvadratkilometer. Närmaste större samhälle är Zacapú, 16,4 km väster om El Transval. I omgivningarna runt El Transval växer huvudsakligen savannskog.